# Lenok
De lenok (Brachymystax lenok) is een forel uit de familie der zalmen (Salmonidae). De wetenschappelijke naam van de soort werd voor het eerst geldig gepubliceerd door Peter Simon Pallas in 1773. De lenok komt voor in Siberië, Noord-China, Korea. De vis wordt ongeveer 55 cm (maximaal 70 cm en 8 kg).

## Beschrijving
Dit is een typische forelsoort van koud water. De vis leeft diep in grote rivieren en voedt zich met waterinsecten, kreeftachtigen, visjes maar ook  kikkers en muizen.
Er worden ook ondersoorten of endemische soorten onderscheiden die voorkomen in beken in gebergten binnen het verspreidingsgebied.